# Finn Carling

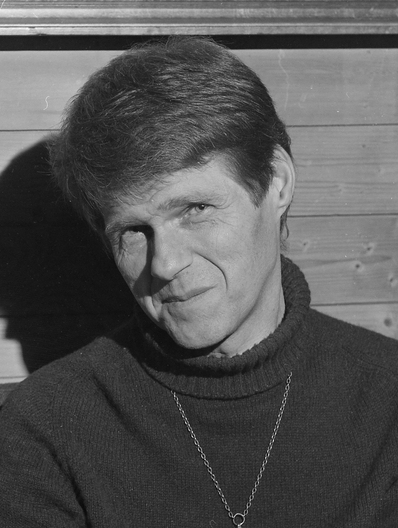
Finn Carling, 1974.

Finn Carling född 1 oktober 1925 i Oslo, död 12 mars 2004, var en norsk sociolog och författare.

## Biografi
Carling föddes med cerebral pares och engagerade sig i de handikappades problem. Han framträdde efter andra världskriget med romaner som är präglade av fantasi och experimenterande, vilket gav honom en särställning i samtida norsk litteratur.
Till de mest representiva av hans verk hör Desertøren (1956). Senare orienterade han sig i en mera psykologisk-realistisk riktning och låter, liksom i sina essäer, t.ex. Kritikk och kommentar (1969), tyngdpunkten ligga mindre på det konstnärliga och mer på själva problemställningen, som ofta är frågan om hur intryck under barndom och uppväxt styr den vuxna människan i vissa situationer. Romaner av denna typ är Sensommerdøgn (1960).
Han skrev även skådespel varav Glaskulan sattes upp på Göteborgs Stadsteater 1954.